# SuperBrugsen
SuperBrugsen er en dansk supermarkedskæde, der drives som et brand under Coop Danmark. Fra 1991 har SuperBrugsen været en af landets største supermarkedskæder, der primo 2018 består af 235 butikker.  Da SuperBrugsen blev dannet, var der 327 butikker. Coop Danmark har over 1.200 butikker (primo 2018) i Danmark. April 2019 er antallet ca. 1050 butikker.
SuperBrugsen-butikker har som hovedregel en delikatesse- og en slagterafdeling.